# Вопилов, Павел Петрович
Павел Петрович Вопилов (1875/1878, Оренбургская губерния — после июня 1907) — крестьянин, сельский учитель, имевший награды; депутат II Государственной думы Российской империи от Оренбургской губернии (1907); считался беспартийным правым, но в Думе вступил во фракцию кадетов.

## Биография
Точная дата рождения Павла Вопилова не ясна: по одним данным он родился в 1878 году; по другим — в 1875. Местом рождения Павла является посёлок Уштаганский, относящийся к станице Кундравинская одноименной волости в Троицком уезде Оренбургской губернии. Сегодня это деревня Уштаганка Чебаркульского района Челябинской области. П. Вопилов получил начальное (или, согласно официальным документам своего времени, «низшее») образование — окончил общественную поселковую казачью школу.
В течение 10 лет Павел Вопилов каждую зиму работал учителем в местной начальной казачьей школе, а, в те же годы, летом он трудился батраком на полевых работах у более зажиточных односельчан. Кроме того, в этот период, он отбывал воинскую повинность: служил в нижних чинах в 6-й льготной Оренбургской казачьей артиллерийская батарее, расквартированной в уездном городе Троицк. По данным на 1907 год, из недвижимого имущества П. П. Вопилов владел домом и паевым казачьим земельным наделом, закреплённым за ним только на время службы.
По сведениям губернской канцелярии в Оренбурге, Павел Петрович «был всецело предан своему делу, по своим высоким нравственным качествам пользовался общим уважением односельчан». Житель Кундравинской станицы, учитель Павел Вопилов был даже награждён золотой нагрудной медалью «За усердие» на Анненской ленте.
6 февраля 1907 года П. П. Вопилов был избран во Вторую Государственную Думу Российской империи от съезда уполномоченных от казачьих станиц Оренбургской губернии. По данным бланков «Сведений о членах Государственной Думы», заполнявшихся самими депутатами или с их слов, он являлся «беспартийным правым» — как и двое других народных избранников «оренбуржцев» (Константин Осипов и Шахбал Сейфетдинов).
Во II Думе Павел Петрович вошёл в парламентскую Казачью группу, возглавляемую Фёдором Щербиной. С марта (по другим сведениям — с апреля) он также вступил и в Конституционно-демократическую фракцию Думы, то есть открыто примкнул по политическим воззрениям к оппозиционным кадетам. Кроме определения со своими политическими предпочтениями, Павел Вопилов, за недолгое время работы парламента второго созыва, успел стать членом одной из думских комиссий — комиссии по народному образованию («образовательной»).
Судьба Павла Петровича Вопилова, после скандального разгона императором Николаем Второй Думы (см. Третьеиюньский переворот), на сегодняшний день неизвестна.